# Mbocayaty del Yhaguy
Mbocayaty del Yhaguy è un centro abitato del Paraguay, situato nel Dipartimento di Cordillera, a 105 km dalla capitale del paese, Asunción. Forma uno dei 20 distretti in cui è diviso il dipartimento.

## Popolazione
Al censimento del 2002 la località contava una popolazione urbana di 635 abitanti (4.051 nel distretto).

## Caratteristiche
Elevata al rango di distretto nel 1973, Mbocayaty del Yhaguy è situata all'estremo sud-est del dipartimento, nei pressi del torrente Yhaguy. Gli abitanti si dedicano all'allevamento domestico come fonte di sussistenza e all'agricoltura; le principali coltivazioni sono il mais, il cotone, la manioca, la canna da zucchero, il tabacco e i fagioli.